# Popis kraljeva Kraljevine Bohemije
Ovo je popis bohemskih i čeških monarha koji su vladali Kraljevinom Bohemijom od njezine uspostave kao Kneževine Bohemije 870., koja je od 1004. do 1806. bila dio Svetog Rimskog Carstva njemačkoga naroda, do 1918. kao dio Austro-Ugarske Monarhije i nakon Drugog Svjetskog rata kada nestaje Kraljevina Bohemija i postaje dio Čehoslovačke, a nakon baršunaste revolucije i sloma komunizma punopravni dio Češke Republike.
Ovaj popis prikazuje sve vladare koji su nosili titulu kneza ili kralja Bohemije.

## Kneževi Bohemije (870. – 1198.)
| Kneževi Bohemije | Kneževi Bohemije                         | Kneževi Bohemije | Kneževi Bohemije                                                                  |
| Přemyslovići     | Přemyslovići                             | Přemyslovići     | Přemyslovići                                                                      |
| Slika            | Ime                                      | Vlast            | Bilješka                                                                          |
| ---------------- | ---------------------------------------- | ---------------- | --------------------------------------------------------------------------------- |
|                  | Borivoj I.                               | 870. – 888./889. |                                                                                   |
|                  | Spytihněv I.                             | 894. – 915.      | Sin Bořivoja I.                                                                   |
|                  | Vratislav I.                             | 915. – 921.      | Brat Spytihněva I.                                                                |
|                  | Václav I.                                | 921. – 935.      | Sin Vrastislava I.; poznat kao Sveti Václav, svetac Katoličke Crkve u Češkoj      |
|                  | Boleslav I. Hrabri (Boleslav I. Ukrutný) | 935. – 972.      | Brat Václava I.; poznat kao i Boleslav I. Okrutni'                                |
|                  | Boleslav II. (Boleslav II. Pobožný)      | 972. – 999.      | Sin Boleslava I., često zvan i Boleslav II. Pobožni                               |
|                  | Boleslav III. (Boleslav III. Ryšavý)     | 999. – 1002.     | Sin Boleslava II., poznat pod imenom Boleslav III. Riđokosi                       |
|                  | Vladivoj                                 | 1002. – 1003.    | Bratić Boleslava III., vjerojatno poljskog podrijetla (Władywoj)                  |
|                  | Boleslav III.                            | 1003.            | Drugi put                                                                         |
|                  | Boleslav I. Poljski (Boleslav Chrabrý)   | 1003. – 1004.    | Brat Vladivoja i unuk Boleslava I., kasnije kralj Poljske prozvan Boleslav Hrabri |
|                  | Jaromir                                  | 1004. – 1012.    | Brat Boleslava III.                                                               |
|                  | Oldřich                                  | 1012. – 1033.    | Jaromirov brat                                                                    |
|                  | Jaromír                                  | 1033. – 1034.    | Drugi put                                                                         |
|                  | Oldřich                                  | 1034.            | Drugi put                                                                         |
|                  | Břetislav I.                             | 1034. – 1055.    | Oldřichov sin                                                                     |
|                  | Spytihněv II.                            | 1055. – 1061.    | Sin Břetislava I.                                                                 |
|                  | Vratislav II.                            | 1061. – 1092.    | Brat Spytihněve II., kralj od 1085. do 1092. as Vratislav I.                      |
|                  | Konrad I. (Konrád I. Brněnský)           | 1092.            | Brat Vratislava II.                                                               |
|                  | Břetislav II.                            | 1092. – 1100.    | Nećak Konrada I., sin Vratislava II.                                              |
|                  | Bořivoj II                               | 1101. – 1107.    | Brat Břetislava II.                                                               |
|                  | Svatopluk (Svatopluk Olomoucký)          | 1107. – 1109.    | Bratić Bořivoja II.                                                               |
|                  | Vladislav I.                             | 1109. – 1117.    | Brat Bořivoja II.                                                                 |
|                  | Bořivoj II                               | 1117. – 1120.    | Drugi put                                                                         |
|                  | Vladislav I.                             | 1120. – 1125.    | Drugi put                                                                         |
|                  | Soběslav I.                              | 1125. – 1140.    | Brat Vladislava I.                                                                |
|                  | Vladislav II.                            | 1140. – 1172.    | Nećak Soběslava I., sin Vladislava I., kralj od 1158. do 1172. kao Vladislav I.   |
|                  | Frederick (Bedřich)                      | 1172. – 1173.    | Sin Vladislava II.                                                                |
|                  | Soběslav II.                             | 1173. – 1178.    | Bratić Fredericka, sin Soběslava I.                                               |
|                  | Frederick                                | 1178. – 1189.    | Drugi put                                                                         |
|                  | Konrád II. (Konrád II. Ota)              | 1189. – 1191.    | Nasljednik Konráda I.                                                             |
|                  | Václav II. (Václav II.)                  | 1191. – 1192.    | Brat Soběslava II.                                                                |
|                  | Otakar I. (Přemysl I. Otakar)            | 1192. – 1193.    | Sin Vladislava II.                                                                |
|                  | Břetislav III. (Jindřich Břetislav)      | 1193. – 1197.    | Bratić Otakara I.                                                                 |
|                  | Vladislav III. (Vladislav Jindřich)      | 1197.            | Brat Otakara I.                                                                   |
|                  | Otakar I.                                | 1197. – 1198.    | Drugi put                                                                         |

## Unutarnje poveznice
- Popis čeških vladara